# Калібр 152 мм
Калібр 152 мм (6 дюймів) — калібр артилерійських систем, історично поширений в різних країнах, включно з Російською імперією, СРСР і пострадянськими країнами.

## Російська імперія, СРСР і Російська Федерація

### Перелік артилерійських систем
- 152-мм гаубиця зразка 1909 року
- 152-мм гаубиця зразка 1909/30 років
- 152-мм гармата зразка 1935 року (Бр-2)
- 152-мм гаубиця-гармата зразка 1937 року (МЛ-20)
- 152-мм гаубиця зразка 1943 року (Д-1)
- 152-мм гармата-гаубиця Д-20 (1956) і 2С3 «Акація» (1971)
- 2А36 «Гіацинт-Б» (1976) і 2С5 «Гіацинт-С» (1975)
- 2А65 «Мста-Б» (1986) і 2С19 «Мста-С» (1989)

## Виробництво

### Україна
В серпні 2018 року ДАХК «Артем» відзвітувало про відкриття першої черги з виробництва снарядів калібру 152 мм для артилерійської системи «Гіацинт» (2С5 та 2А36). Раніше, 152-мм снаряди, які розробив ДАХК «Артем» у кооперації із іншими підприємствами, успішно пройшли низку випробувань на військових полігонах.
Проте, пізніше концерн заявив про недоброчесність виконавців замовлення на створення лінії з виробництва боєприпасів, про зрив постачання обладнання що з рештою призвело до неможливості вчасно налагодити серійне виробництво боєприпасів. Начебто через корупційну схему держава зазнала значних збитків.
Нарешті, вже на тлі повномасштабного російського військового вторгнення на початку листопада 2022 року міністр оборони України Олексій Резніков повідомив, що оборонно-промисловий комплекс України, а саме — підприємства зі складу концерну «Укроборонпром», налагодив виробництво артилерійських снарядів калібру 122-мм та 152-мм.